# Vejle
För andra betydelser, se Vejle (olika betydelser).
Vejle är en tätort och stad som utgör centralort i Vejle kommun och huvudort i Region Syddanmark. Staden ligger vid Vejlefjorden i en mycket kuperad terräng och har 62 011 invånare (2025). 

## Historia
I äldre tider var stadens namn Vedle eller Vedel, av vilket Anders Sørensen Vedel tog sitt namn. År 1256 hölls i Vejle ett viktigt möte av danska biskopar med ärkebiskop Jakob Erlandsen i spetsen, varvid antogs den så kallade Vejlekonstitutionen till ordnande av kyrkans ställning till staten. År 1327 fick Vejle köpstadsrätt.
På 1600-talet led staden mycket under krigen. Ännu under 1700-talet var det en liten stad. Efter hamnens anläggning 1820 började staden växa. Den 8 mars 1864 stod vid Vejle en skarp sammanstötning mellan general Müllers brigad och österrikarna under general Gabelenz.
Staden kallades förr "Danmarks Manchester", eftersom Danske Bomuldsspinderier hade betydande verksamhet här. Vidare har det funnits en stor livsmedelsindustri, inte minst slakterier. 
Vejle är vänort till textilindustristaden Borås sedan 1947.
I Vejle fanns ett svenskt konsulat (vicekonsulat till 1982) från åtminstone 1847 till 1994, då det drogs in.

## Sport
Vejle BK har vunnit många danska mästerskap i fotboll. Fotbollsspelaren Allan Simonsen föddes i Vejle.

## Kultur
Författaren Ulrik Gräs växte upp i Vejle. Även den danske kompositören Jacob Gade och konstnärerna Albert Bertelsen och Lili Elbe kom från Vejle.

## Sevärdheter
På toppen av ena sidan av dalgången står en väderkvarn, som blivit något av ett kännetecken för staden.
Munkebjerg är idag ett modernt hotellkomplex med kasino, men var också tidigare ett stort utflyktsmål. Man kunde resa dit via båt, tåg och väg - vid en tidpunkt hade man Europas längsta rulltrappa av trä. Vägen dit från stranden är kanske Danmarks enda serpentinväg.
Vejle som stad är i sig en sevärdhet. Förutom den välbevarade stadskärnan är staden omgiven av skogbeklädda backar och skogarna växer ända ned till staden. En segeltur längs med fjorden, inifrån stadens hamn och ut mot havet, anses vara en stor upplevelse.

## Bilder

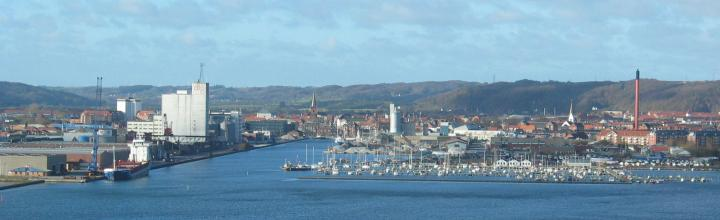
Vejle sett från Vejlefjordsbron (2004).

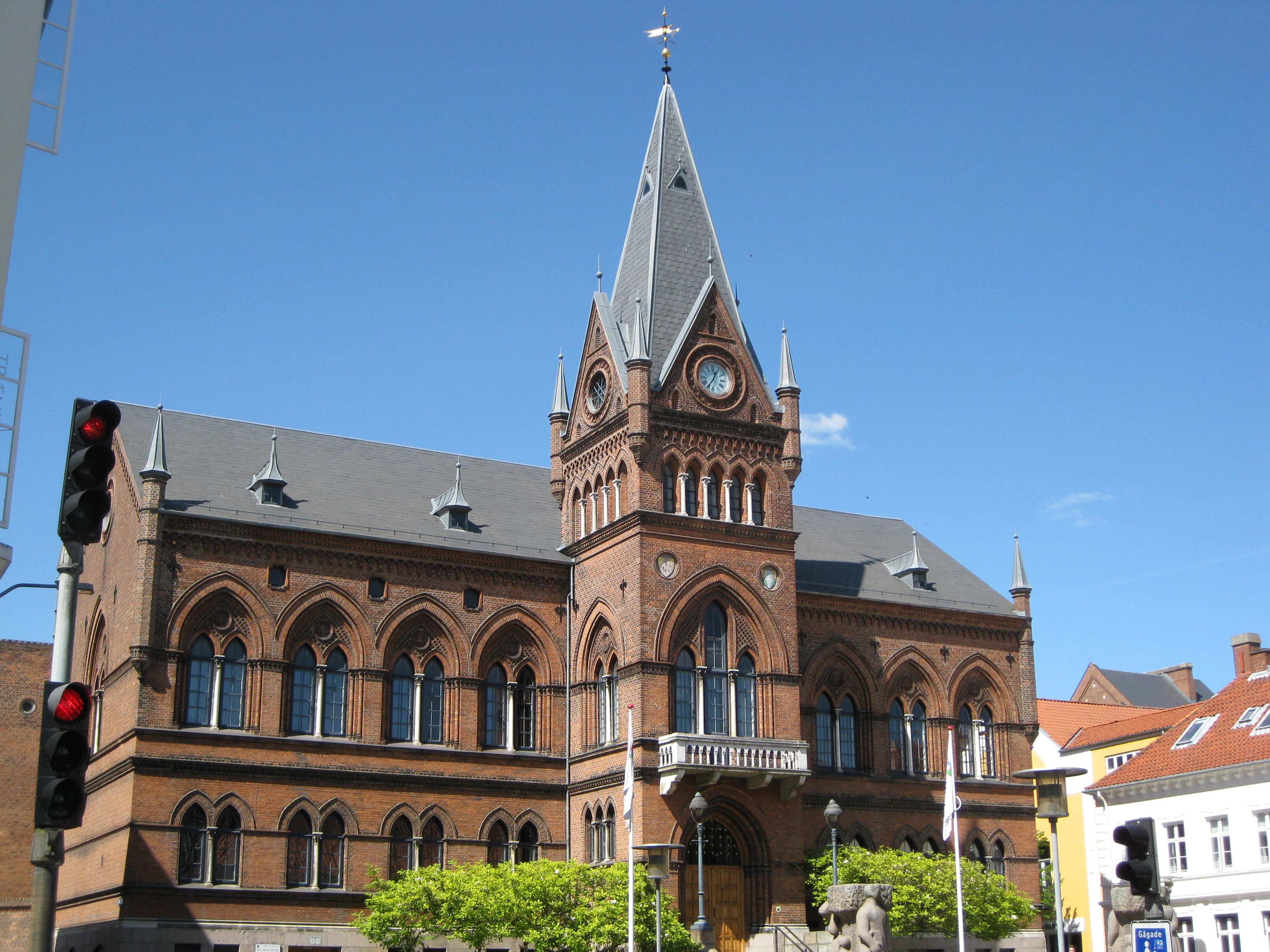
Rådhuset.
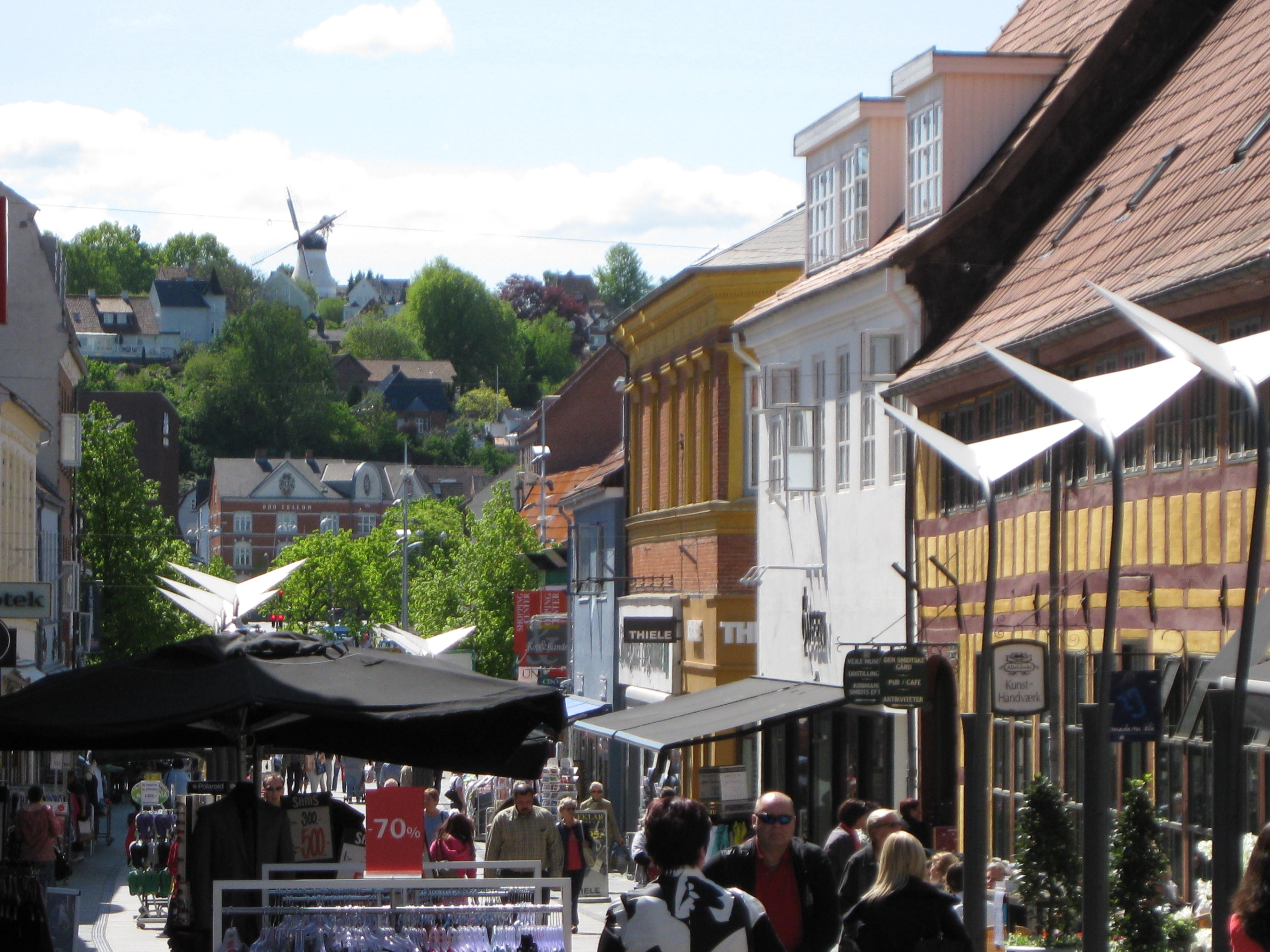
Strøget.
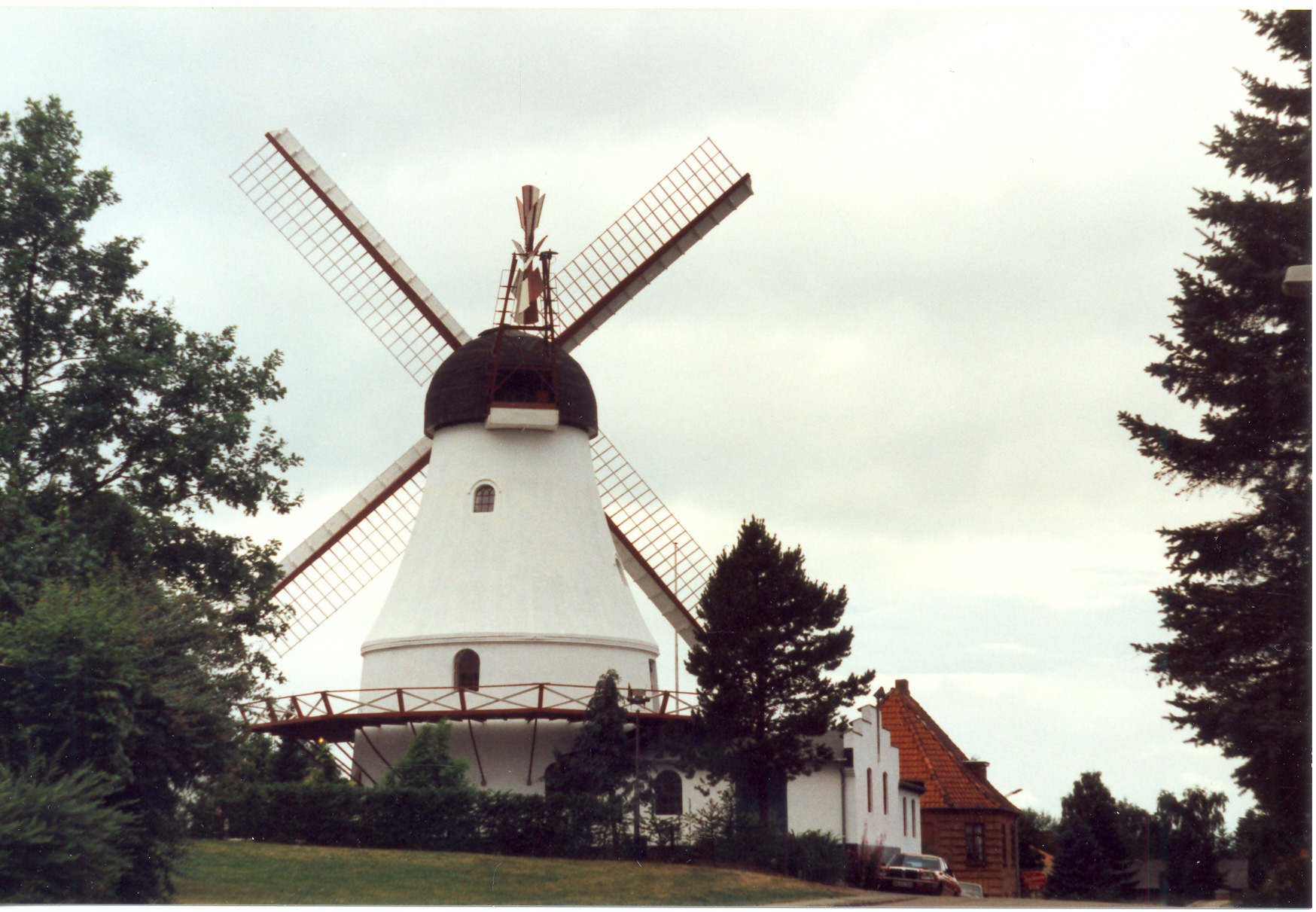
Vejle väderkvarn.